# Гійченська сільська рада
| Гійченська сільська рада — орган місцевого самоврядування у Жовківському районі Львівської області з адміністративним центром у с. Гійче. Історична дата утворення: в 1939 році. Водоймища на території, підпорядкованій даній раді: річка Рата. Сільській раді підпорядковані населені пункти: - с. Гійче |

## Склад ради
Рада складається з 16 депутатів та голови.

### Керівний склад ради
| ПІБ                    | Основні відомості                                                 | Дата обрання | Дата звільнення |
| ---------------------- | ----------------------------------------------------------------- | ------------ | --------------- |
| Швець Михайло Іванович | Сільський голова, 1955 року народження, освіта, безпартійний      | 26.03.2006   | 31.10.2010      |
| Швець Михайло Іванович | Сільський голова, 1955 року народження, освіта вища, безпартійний | 31.10.2010   |                 |

Примітка: таблиця складена за даними джерела